# Кришка гвинтова
Гвинтова кришка — поширений тип кришок для герметизації пляшок, банок і туб шляхом загвинчування.
Гвинтові кришки виготовляють з пружного твердого матеріалу (наприклад, ПЕ або РР) або листового металу, як правило, з алюмінію (для пляшок) або сталі (гвинт-топ).
Кришки повинні бути спроектовані так, щоб бути економічно ефективними, забезпечувати ефективне ущільнення (і бар'єр), бути сумісними з вмістом тари, легко відкриватися споживачем і екологічними. Гвинтові металеві кришки з внутрішньої сторони покривають шаром пластику (часто ПВДХ), а для закупорювання пінистої рідини використовують ущільнюючі пижі (вкладиші) з корку, гуми або іншого м'якого матеріалу.

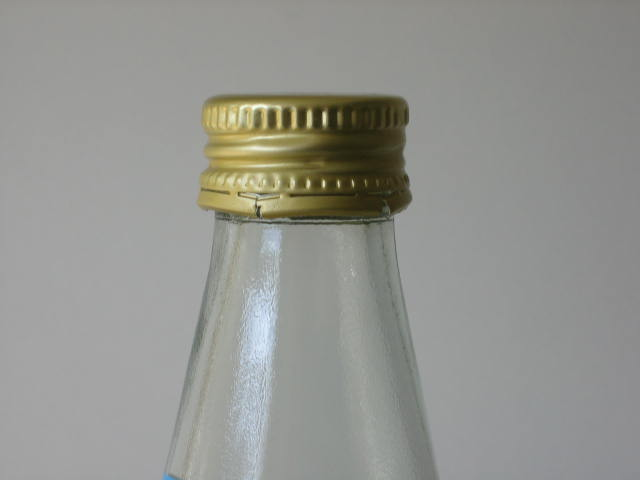
Гвинтова кришка на пляшці
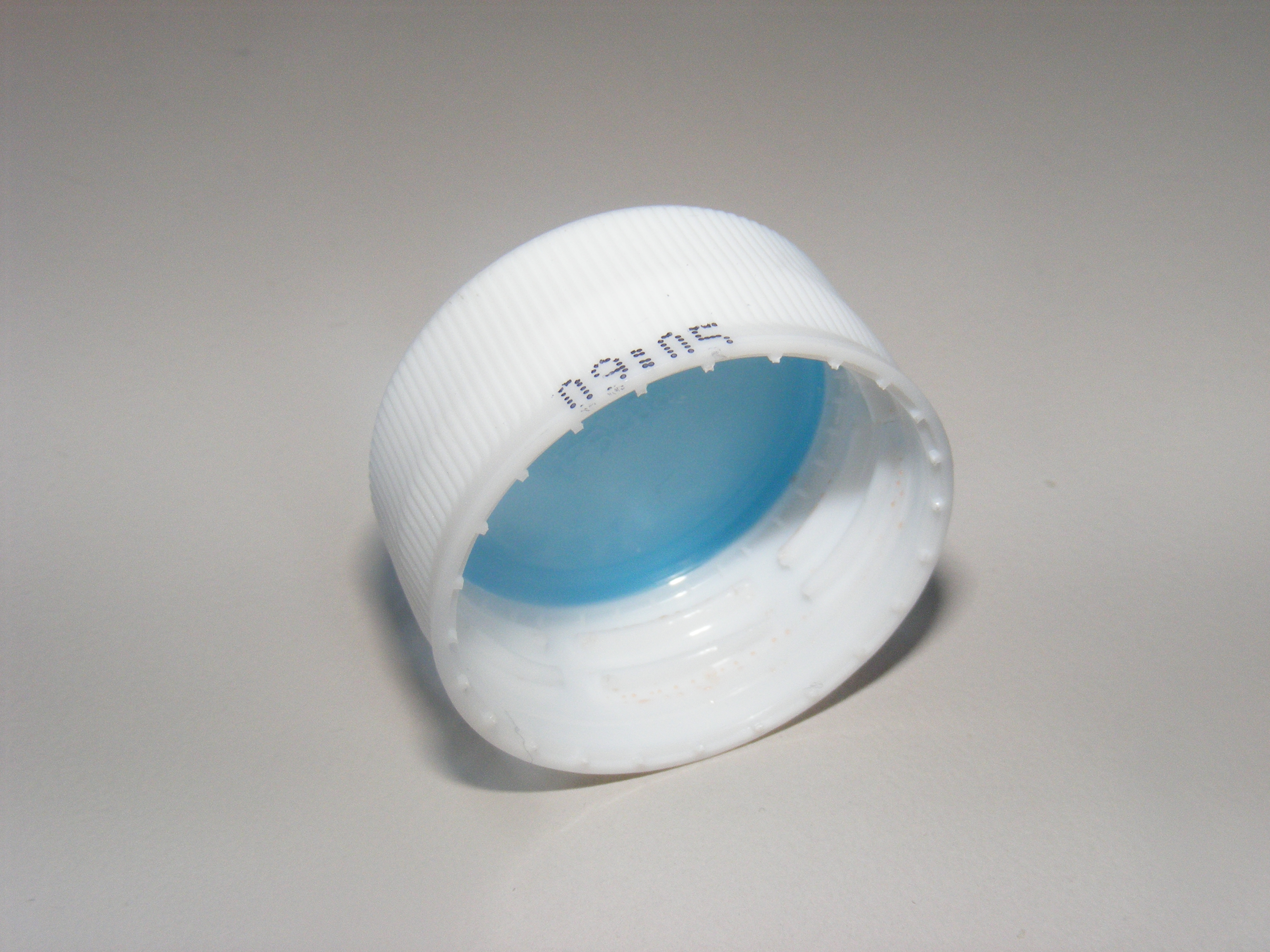
Гвинтова кришка ПЕТ-пляшки
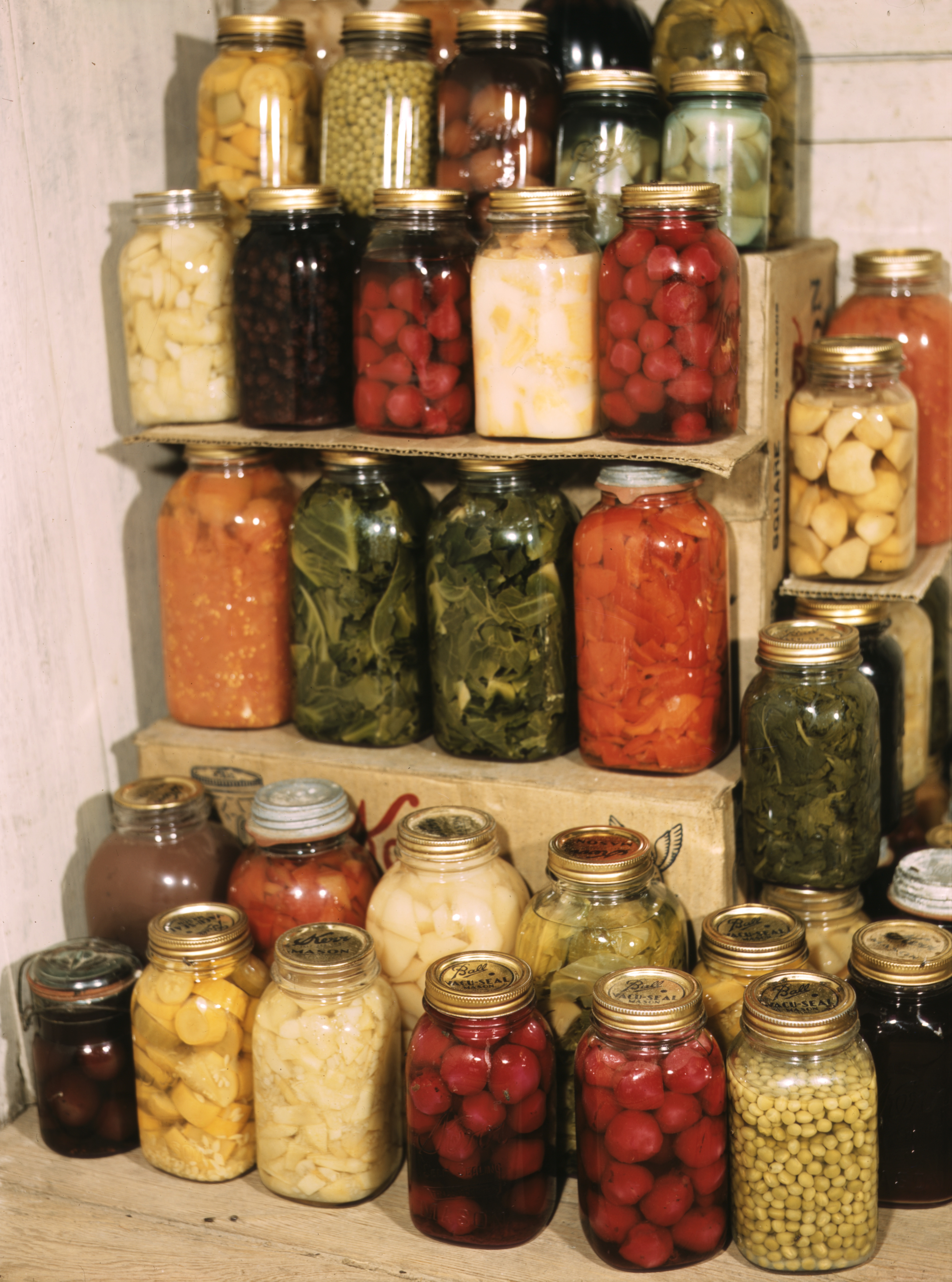
Консерви закупорені гвинтовими кришками
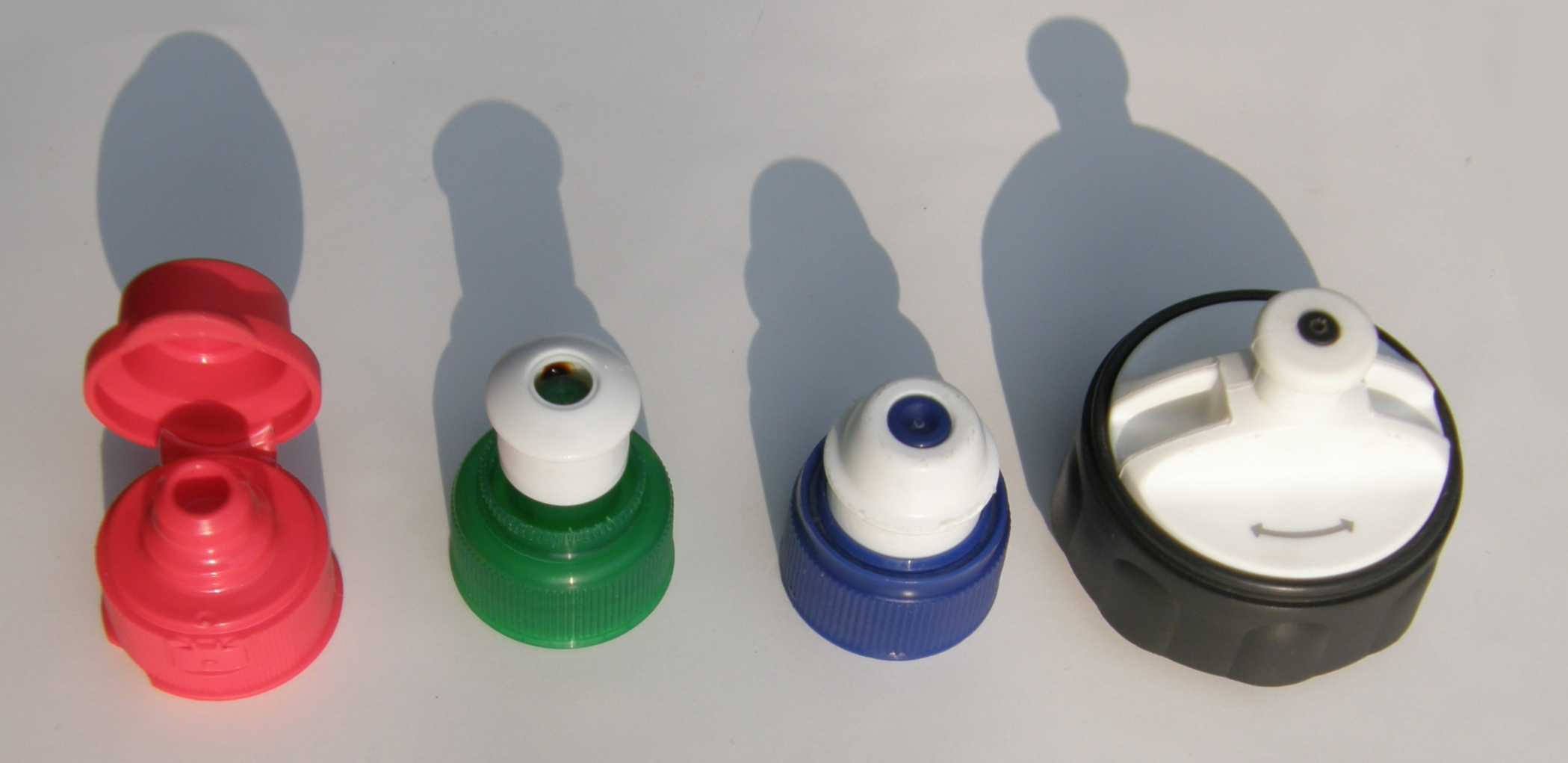
Деякі види сучасних гвинт-кришок